# Rudzik (ptak)
Rudzik, rudzik zwyczajny, raszka (Erithacus rubecula) – gatunek małego ptaka wędrownego z rodziny muchołówkowatych (Muscicapidae), wcześniej zaliczany do drozdowatych (Turdidae). Jedyny przedstawiciel rodzaju Erithacus. Nie jest zagrożony.

## Występowanie
Zamieszkuje całą Europę, zachodni skrawek Syberii i Azji Mniejszej. Izolowane populacje lęgowe w Algierii czy na wyspach wschodniego Atlantyku. Nie występuje na Islandii, w północnej Skandynawii i w niektórych częściach Rosji. Zimuje w południowej i zachodniej Europie (polska populacja głównie na Półwyspie Iberyjskim), północnej Afryce, Azji Mniejszej i na Bliskim Wschodzie. Niektóre osobniki mogą jednak zimować w środkowej Europie. Na Wyspach Brytyjskich jest gatunkiem osiadłym.
W Polsce liczny ptak lęgowy, rozpowszechniony w całym kraju. Według szacunków Monitoringu Pospolitych Ptaków Lęgowych, w latach 2013–2018 populacja rudzika w Polsce liczyła 2,20–2,98 miliona par lęgowych. Część ptaków zimuje na terenach lęgowych. Poza tym zimą na teren kraju przylatują osobniki z populacji pochodzących ze Skandynawii.

## Systematyka
Rudzik był jednym z wielu gatunków formalnie opisanych przez szwedzkiego przyrodnika Karola Linneusza w jego XVIII-wiecznej pracy – Systema Naturae. W opublikowanej w 1758 roku 10. edycji tego dzieła, uznawanej za początek nomenklatury zoologicznej, gatunek ten został opisany pod binominalną nazwą Motacilla rubecula. Epitet gatunkowy – rubecula wywodzi się od łacińskiego słowa ruber („czerwony”). Nazwa rodzajowa Erithacus została nadana przez francuskiego przyrodnika Georges’a Cuviera w 1800, co zmieniło nazwę binominalną ptaka na używaną do dziś.
Dawniej był klasyfikowany przeważnie w rodzinie drozdowatych, jednak nowsze analizy oparte na badaniach genetycznych i filogenetycznych wskazują na jego przynależność do muchołówkowatych.
Wyróżniono kilka podgatunków E. rubecula:
- E. rubecula melophilus – Wyspy Brytyjskie.
- E. rubecula rubecula – rudzik, rudzik zwyczajny[4] – kontynentalna Europa do Uralu, zachodnia Turcja, wyspy wschodniego Atlantyku oraz północno-zachodnie Maroko.
- E. rubecula superbus – rudzik teneryfski[4] – Teneryfa (Wyspy Kanaryjskie).
- E. rubecula marionae – rudzik kanaryjski[4] – Gran Canaria (Wyspy Kanaryjskie).
- E. rubecula witherbyi – północna Algieria i północna Tunezja.
- E. rubecula valens – południowy Krym.
- E. rubecula caucasicus – wschodnia Turcja i Kaukaz.
- E. rubecula hyrcanus – południowo-wschodni Azerbejdżan i północny Iran.
- E. rubecula tataricus – góry Ural i południowo-zachodnia Syberia.

Rudzik uznawany jest obecnie za jedynego przedstawiciela rodzaju Erithacus, choć w 2022 roku Sangster i inni zaproponowali uznanie dwóch podgatunków z Wysp Kanaryjskich (superbus i marionae) za osobne gatunki.

## Opis

### Wygląd zewnętrzny

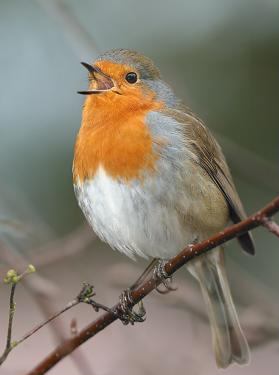
Rudziki śpiewają przez cały rok, choć najintensywniej wiosną o zachodzie słońca

Sylwetka smukła i wyprostowana lub krągła i przysadzista. Obie płci ubarwione jednakowo, zbliżone są też rozmiarem. Najbardziej charakterystycznym elementem upierzenia jest ruda pierś, gardło i boki głowy. Z czasem rudy kolor jaśnieje i matowieje. Upierzenie z wierzchu oliwkowo-szare, oddzielone od rudej plamy szerokim popielatym pasem. Spód ciała biały, boki w bladym, szarobrązowym odcieniu. Kuper szarobrązowy, ogon i pokrywy nadogonowe brązowe. Dziób i cienkie, długie nogi ciemnobrązowe. Duże, ciemne oczy, które pozwalają mu na dobre widzenie w półmroku zarośli. Zaznaczona wypukła klatka piersiowa. Skrzydła są oliwkowoszare. Ma delikatniejszą sylwetkę i mniejszy rozmiar niż wróbel. Ptaki w szacie juwenalnej z wierzchu brązowe, ciemno nakrapiane, a od spodu beżowe z kreskowaniem. Dopiero w czerwcu-wrześniu zaczynają u nich pojawiać się rdzawe pióra. Od juv. pleszki odróżnić je można po jasnych nogach (u pleszki są ciemne). Ptaki w 1. roku swojego życia są ubarwione tak samo jak dorosłe, ale niektóre osobniki mają jasne plamki u nasady dużych pokryw skrzydłowych.
Dzięki rdzawej barwie czoła, boków głowy, piersi i jednolicie brązowym sterówkom dorosłe rudziki są stosunkowo łatwe do rozpoznania w terenie (najbardziej podobna do rudzika jest muchołówka mała, która ma szarą głowę i mniej czerwonego na gardle). W terenie rozpoznawanie płci jest niemożliwe, bowiem nie ma różnic w ubarwieniu. Ornitolodzy wiosną rozpoznają trzymaną w ręku samicę po plamie lęgowej na spodzie ciała, a samca po wystającej kloace. Natomiast młode ptaki poniżej pierwszego roku życia rozróżnia się po żółtych plamkach widocznych na końcach skrzydeł, których nie mają osobniki dorosłe. Te cechy również widoczne są tylko z bliska. Poza tym dzioby starszych rudzików są szare od wewnątrz, a u młodych wnętrze jest żółtawe. Kolejną cechą rozpoznawczą jest śpiew, który słychać nawet wtedy, gdy większość leśnych ptaków milczy.

#### Gatunki podobne[14][17]
Podróżniczek, muchołówka mała, modraczek, juv. droździk, juv. słowiki.
| Długość ciała | rozpiętość skrzydeł | długość ogona | masa    |
| ------------- | ------------------- | ------------- | ------- |
| 12,5–14 cm    | 20–25 cm            | 5–6 cm        | 14–21 g |

### Głos
Nawołuje wysokim cykaniem „tk” lub „tik”, czasami też „ci” i „zi”. Najintensywniej śpiewa wiosną. Jego piosenka jest płynna, długa, melancholijna i melodyjna. Często zmieniane jest tempo utworu. Występują pauzy oraz szczebioty i trele. Charakterystyczne jest to, że nigdy nie śpiewa w ten sam sposób żadnej zwrotki, zawsze powtarzając ją, lekko ją modyfikuje. Śpiewa z ukrycia albo siedząc na eksponowanym stanowisku. Koncertuje nocą i o zmierzchu, nierzadko w pobliżu latarni ulicznych. Piosenka jest jednak wykonywana również rano. Wiosną roznosi się ona w pobliżu gniazda. Usłyszeć ją można jednak cały rok, choć znacznie ciszej wykonują melodię późnym latem w trakcie pierzenia i jesienią.

### Zachowanie
Ostrożny, choć mało płochliwy. Przebywa w koronach drzew bądź na ziemi pod nimi. Przemieszczanie się jest charakterystyczne – przykuca, skłania się i potrząsa ogonem oraz skrzydłami. Po podskoku zatrzymuje się w bezruchu na ziemi. W okresie lęgowym dość skryty, ale poza nim niepłochliwy. Broni swojego terytorium nie tylko oznaczając śpiewem, ale też aktywnie przeganiając inne samce. Wędrowny, przelot w marcu–kwietniu i wrześniu–listopadzie, choć część populacji osiadła (głównie na zachodzie i południu Europy). Wędruje nocą. Lot nie jest charakterystyczny.

### Długość życia
Przeciętnie 2 lata. Odnotowano jednak przypadek zaobrączkowanego ptaka, którego znaleziono martwego, gdy miał 19 lat i 4 miesiące.

## Środowisko
Ptak licznie występujący w różnych biotopach leśnych i zadrzewieniach. Środowisko występowania rozciąga się od wybrzeży morskich po góry. Zamieszkuje wszelkie lasy (woli te z gęstym podszytem, dobrze wykształconymi krzewami i obfitym runem) i ich skraje, zarośla, parki, zadrzewienia, tereny miejskie i podmiejskie oraz sady. W północnej Europie preferuje świerszczyny z domieszką drzew liściastych (np. brzozy) oraz lasy iglaste. Podczas wędrówek spotykany nad nadwodnymi zadrzewieniami oraz na terenach otwartych. Samce z reguły są bardziej osiadłe od samic, które bardziej rozpraszają się po okolicy po okresie lęgowym.

## Pożywienie

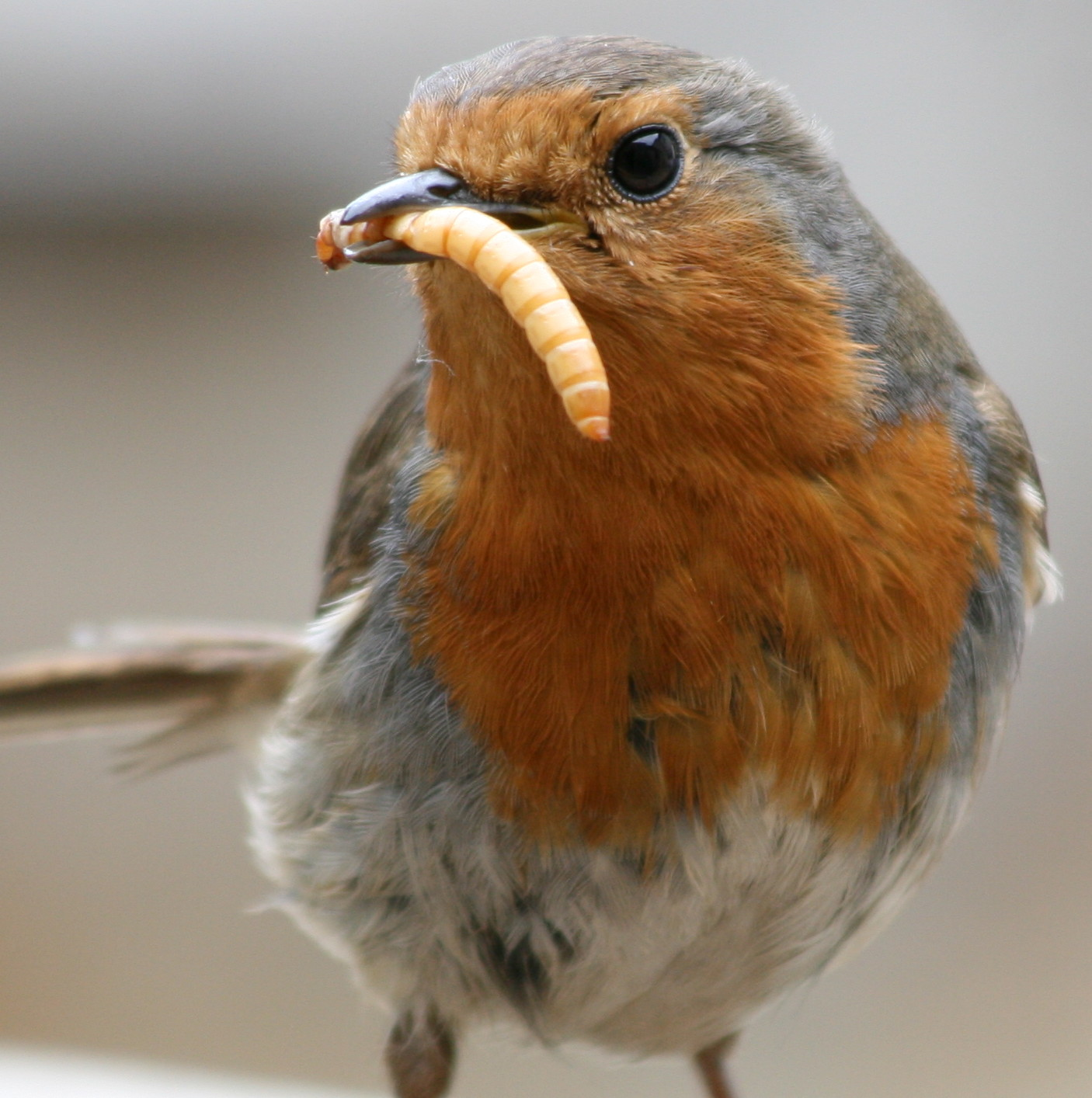
Głównym pokarmem rudzika są larwy i dorosłe postacie owadów

Owady i ich larwy, np. chrząszcze i mrówki, oraz inne drobne bezkręgowce zbierane na ziemi, jak dżdżownice, pająki i ślimaki. Wraz z mijaniem lata i jesienią uzupełnia dietę soczystymi jagodami i owocami oraz nasionami różnych roślin. Dieta roślinna odgrywa dużą rolę w czasie zimy. Czasem pojawia się w wystawionych karmnikach. Wyjada z nich miękkie płatki owsiane zmieszane z tłuszczem.
Pokarm zwierzęcy zbiera na ziemi pośród roślinności. Zimą żerować może w okolicach niezamarzających cieków. Wejdzie też do płytkiej wody, jeśli znajduje się tam pożywienie.
Rudzik jest stosunkowo mało płochliwy i zdarza mu się towarzyszyć ogrodnikowi kopiącemu w ziemi. Kiedy ogrodnik robi sobie przerwę, rudzik potrafi usiąść na wbitym w ziemię szpadlu lub innym narzędziu i wypatrywać pożywienia. W tym samym celu podchodzi do dużych dzikich zwierząt, które ryją w ziemi, jak dziki i niedźwiedzie, aby skorzystać z nadarzającej się okazji do znalezienia pokarmu, który mógłby pojawić się na powierzchni.

## Rozród

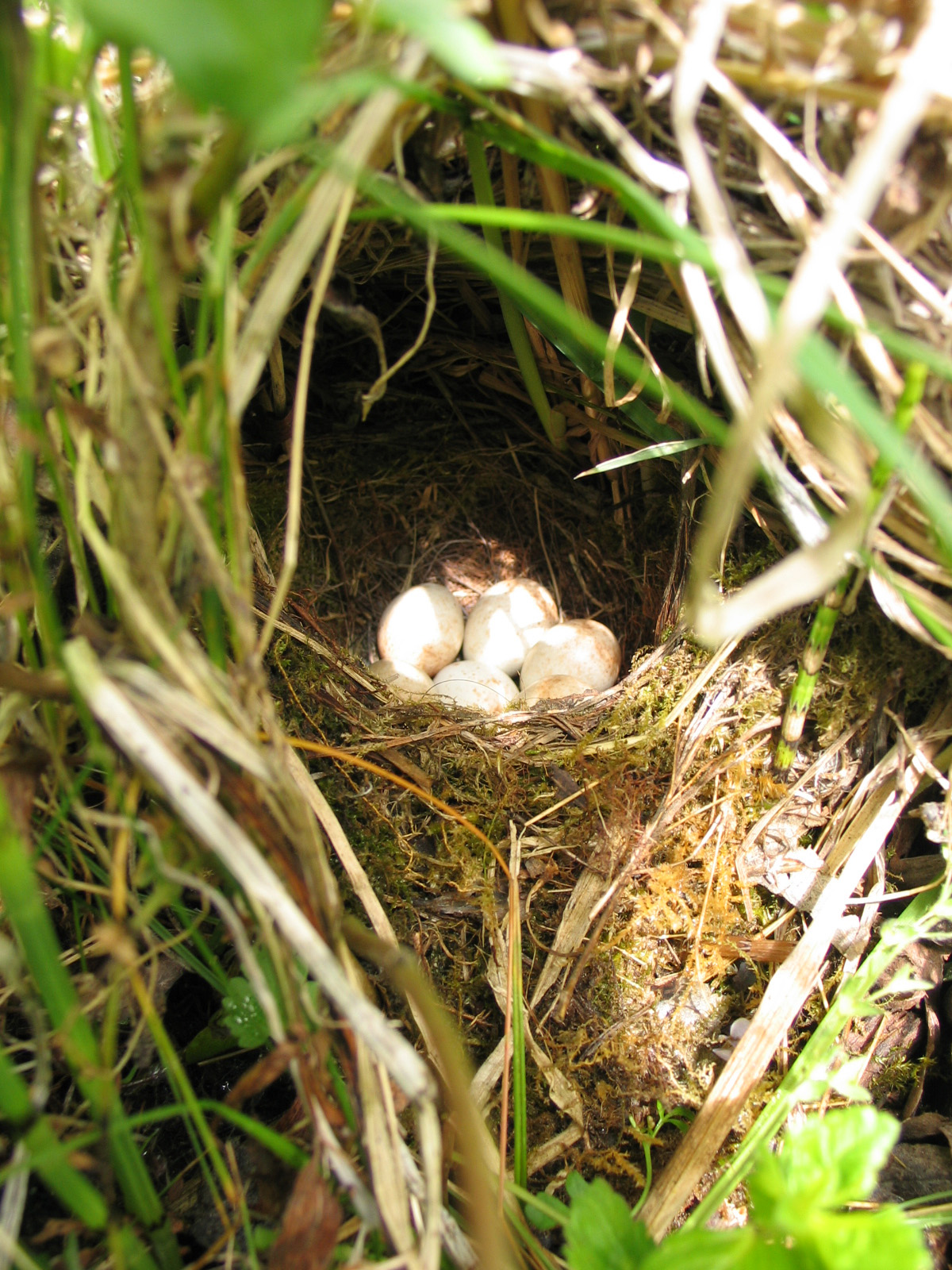
Jaja rudzika w gnieździe

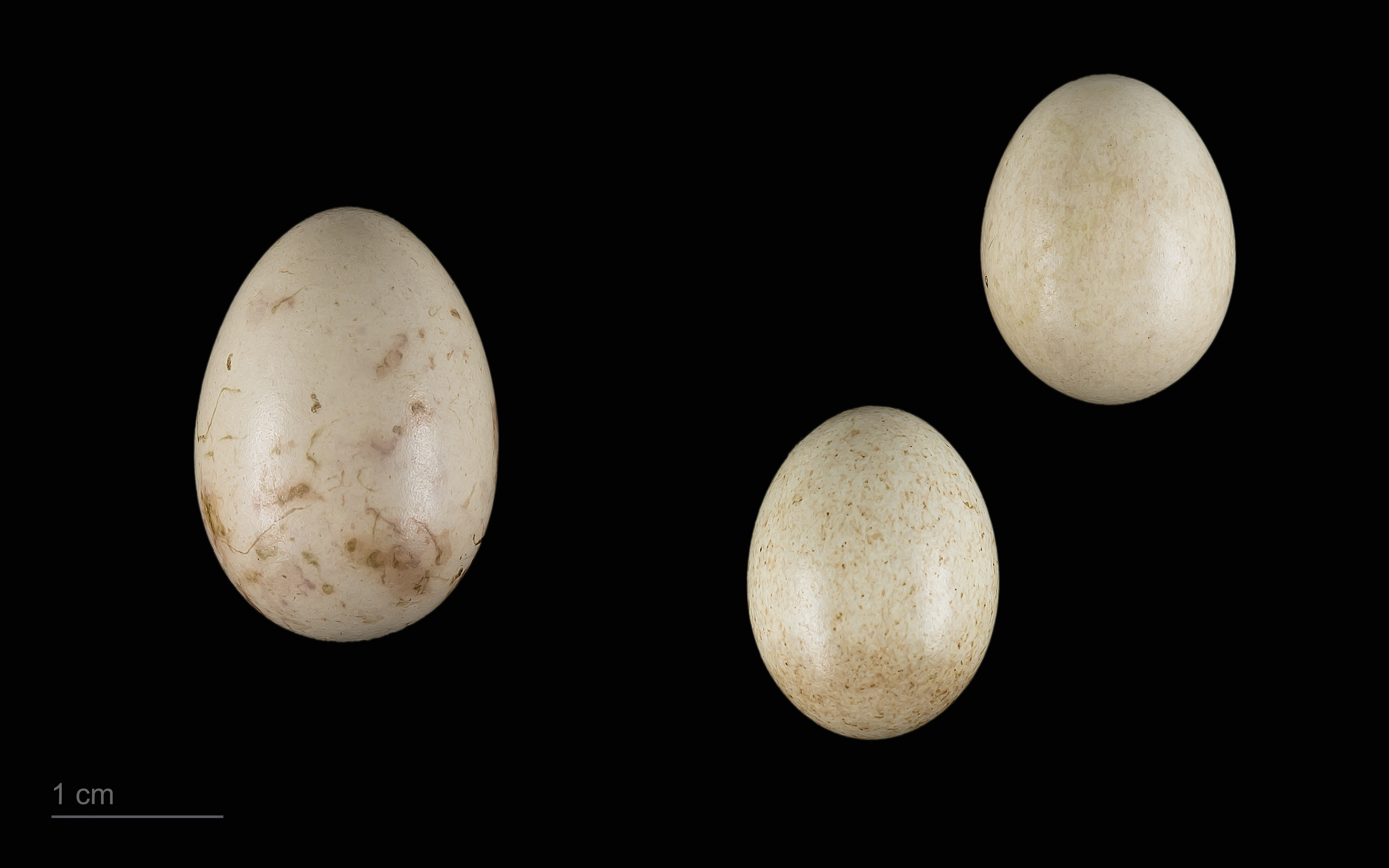
Jajo kukułki i jaja rudzika

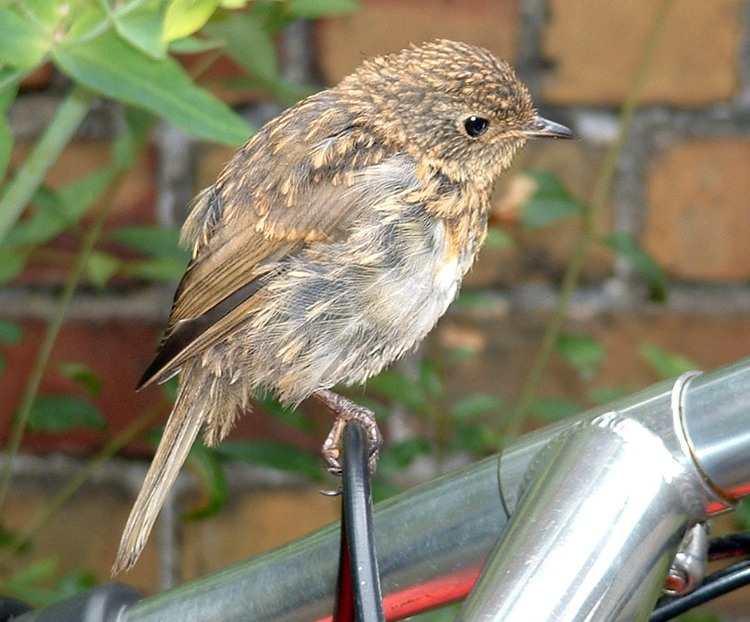
Młody rudzik

Po raz pierwszy przystępuje do lęgów mając rok. Wyprowadza dwa lęgi w roku – pierwszy na przełomie kwietnia i maja, drugi w czerwcu. W razie utraty któregoś z lęgów rudziki mogą przystąpić do jeszcze jednego w lipcu lub nawet sierpniu.

### Toki
Samce zajmują się wyznaczaniem swego terytorium jeszcze wtedy, gdy na podłożu leży pokrywa śnieżna. Wypięta pomarańczowoczerwona pierś jest dla rywali oznaką groźby. Niekiedy dochodzi do walk, które mogą okaleczyć ptaka. Tworzone pary są monogamiczne.

### Gniazdo
Samica zazwyczaj zakłada gniazdo na ziemi, pod krzewem, między korzeniami drzew, na skarpie, w dziuplach lub w połamanych drzewach. Wyjątkowo w półotwartych budkach lęgowych na wysokości do 4 m. Gdy lęgną się w ogrodach i w pobliżu siedlisk ludzkich, można odnaleźć gniazda rudzika na gzymsach werand, dziurach w murze lub szopach. Zbudowane z suchych i opadłych liści oraz mchu, włosia, korzonków i sierści, w kształcie płytkiej czarki wyścielonej włosiem i piórami. Bardzo trudno je odnaleźć, ponieważ jest dobrze ukryte.

### Jaja
Samica składa 5–6 jaj o zmiennym ubarwieniu (najczęściej białych o rdzawym lub zielonkawym nakrapianiu) i średnich wymiarach 20×15 mm. W drugim lęgu jest ich zwykle mniej, 4–5. Warto jednak podkreślić, że podobnie jak u większości śpiewających ptaków gnieżdżących się kilkakrotnie nie wszystkie samice, które są zdolne do rozrodu, przystępują do drugiego znoszenia jaj.

### Wysiadywanie
Jaja są wysiadywane przez okres 13 do 14 dni przez samicę, która w tym czasie nie opuszcza gniazda. W tym okresie karmi ją samiec. Straty wśród młodych są duże i dlatego ptaki rekompensują ubytki drugim lęgiem. Gdy warunki klimatyczne temu sprzyjają, niektóre osobniki mogą się gnieździć trzy razy w roku.

### Pisklęta
Młode rudziki po upływie 2 tygodni od wyklucia opuszczają gniazdo uzyskują zdolność do lotu, a w pełni samodzielne stają się po następnych 16–24 dniach.

## Status i ochrona
IUCN uznaje rudzika za gatunek najmniejszej troski (LC, Least Concern) nieprzerwanie od 1988 roku. Liczebność światowej populacji, obliczona w oparciu o szacunki organizacji BirdLife International dla Europy na rok 2015, zawiera się w przedziale 130–201 milionów dorosłych osobników. Globalny trend liczebności populacji uznawany jest za wzrostowy.
Na terenie Polski gatunek ten jest objęty ścisłą ochroną gatunkową. Na Czerwonej liście ptaków Polski został sklasyfikowany jako gatunek najmniejszej troski (LC).

## Rudzik w kulturze
W powieści Tajemniczy ogród F.H. Burnett rudzik prowadzi Mary Lennox do klucza, a następnie furtki prowadzącej do ogrodu.
Motyw tego ptaka (jako pliszka czerwonogardła) pojawia się w powieści kryminalnej Jo Nesbø pt. Czerwone gardło.
Rudzik występuje także w logo popularnej sieci sklepów Auchan.